# San Nicolás de los Garza
San Nicolás de los Garza nagyváros Mexikó Új-León államában, a monterreyi agglomeráció része. Lakossága 2010-ben meghaladta a 443 000 főt.

## Földrajz

### Fekvése
A város nagy része viszonylag sík területen fekszik a tenger szintje fölött körülbelül 500 méterrel, de a település nyugati határán egy közel 1100 méteres hegy emelkedik, a Cerro del Topo Chico. San Nicolás de los Garza a monterreyi agglomeráció része, sűrűn lakott terület, amit minden irányból vele egybeépült városok határolnak: nyugaton és délnyugaton maga Monterrey, északon Ciudad General Escobedo, északkeleten Ciudad Apodaca, délkeleten pedig Guadalupe. A város területén néhány időszakos vízfolyás folyik csak: a Topo Chico és a Talaverna.

### Éghajlat
A város éghajlata forró és átlagosan csapadékos. Minden hónapban mértek már legalább 35 °C-os hőséget, a rekord pedig elérte a 44 °C-ot is. Az átlagos hőmérsékletek a decemberi 15,3 és az augusztusi 29,3 fok között váltakoznak, gyenge fagy a téli hónapokban ritkán, de előfordulhat. Az évi átlagosan 880 mm csapadék időbeli eloszlása egyenetlen: a júniustól októberig tartó 5 hónapos időszak alatt hull az éves mennyiség több mint 75%-a.
| Hónap                                   | Jan. | Feb. | Már. | Ápr. | Máj. | Jún. | Júl. | Aug. | Szep. | Okt. | Nov. | Dec. | Év   |
| --------------------------------------- | ---- | ---- | ---- | ---- | ---- | ---- | ---- | ---- | ----- | ---- | ---- | ---- | ---- |
| Rekord max. hőmérséklet (°C)            | 35,0 | 40,0 | 40,0 | 42,5 | 44,0 | 40,0 | 42,5 | 40,0 | 41,0  | 39,0 | 39,0 | 35,5 | 44,0 |
| Átlagos max. hőmérséklet (°C)           | 21,5 | 23,6 | 27,2 | 30,6 | 33,3 | 34,9 | 34,6 | 35,1 | 31,1  | 28,8 | 24,3 | 21,2 | 28,9 |
| Átlaghőmérséklet (°C)                   | 15,9 | 17,5 | 20,9 | 24,4 | 27,2 | 28,9 | 28,8 | 29,3 | 26,4  | 23,4 | 19,0 | 15,3 | 23,1 |
| Átlagos min. hőmérséklet (°C)           | 10,2 | 11,3 | 14,5 | 18,3 | 21,1 | 22,9 | 23,0 | 23,5 | 21,7  | 18,7 | 13,8 | 9,4  | 17,4 |
| Rekord min. hőmérséklet (°C)            | −0,5 | 3,0  | 4,0  | 7,0  | 13,5 | 18,0 | 18,0 | 20,0 | 15,5  | 5,0  | 3,0  | −1,0 | −1,0 |
| Átl. csapadékmennyiség (mm)             | 26   | 21   | 23   | 40   | 55   | 84   | 137  | 77   | 278   | 89   | 28   | 21   | 880  |
| Forrás: Servicio Meteorológico Nacional |      |      |      |      |      |      |      |      |       |      |      |      |      |

## Népesség
A település népessége a közelmúltban az országos folyamatokkal ellentétben nem növekedett, hanem csökkent, annak ellenére, hogy a teljes agglomeráció népessége nőtt. A változásokat szemlélteti az alábbi táblázat:
| Év   | Lakosság |
| ---- | -------- |
| 1990 | 436 603  |
| 1995 | 487 924  |
| 2000 | 496 878  |
| 2005 | 476 761  |
| 2010 | 443 273  |

## Története
A szomszédos Monterrey városát 1596. szeptember 20-án alapították, majd közvetlenül ez után Diego de Montemayor Diego Diez de Berlangának és feleségének, Marianának adományozta azokat a földeket, ahol ma San Nicolás fekszik. A hely első neve így Estancia Diez de Berlanga lett. 1634-ben a már megözvegyült doña Mariana Pedro de la Garzának adta el a birtokot, az ő családjától származik a mai de los Garza név. 1639-ben Pedro meghalt, így a terület feleségére, Inés Rodríguezre és két fiára, Pedróra és Joséra maradt, akik növelték területét, mivel új földeket kaptak a kormányzótól, Martín de Zavalától. 1642-ben Juan Cavazos kapitány egy malmot is épített az itteni Santo Domingo haciendán. 1683 közepén meghalt Cavazos kapitány is, ő két fiára, Antonióra és Joséra hagyta az haciendát.
A lassan kialakuló település 1835-ben kapott jogot önkormányzat alakítására az állam kormányzójától. Az első településvezető testület 1836 januárjában állt fel.

## Turizmus, látnivalók
A település nem kimondott turisztikai célpont. Néhány jellegzetes emlékmű van a városban: az egyik Benito Juárezre, Mexikó egykori elnökére emlékezik, a másik Alfonso Reyesre, valamint San Nicolásban áll a barátság emlékműve is, és van a városban egy jellegzetes vasbetonból készült gyalogoshíd is. A 20. században épült a San Nicolás Tolentino-kápolna.
Amik legjobban vonzzák a turistákat, azok a település rendezvényei. Sportrendezvényeket, kézművesvásárokat, ipari és kereskedelmi kiállításokat nagy számban rendeznek az év során.

## Sport
Bár a mexikói labdarúgás egyik meghatározó csapata, a Tigres de la UANL a teljes monterreyi agglometációt otthonának mondhatja, stadionjuk, az Estadio Universitario, ahol 1986-ban még világbajnoki mérkőzéseket is rendeztek, San Nicolás de los Garza területén található.